# Maison du Pâtissier (Périgueux)
La maison du Pâtissier, également appelée maison Francony (ou Franconi) ou maison Tenant, est une maison française implantée à Périgueux dans le département de la Dordogne, en région Nouvelle-Aquitaine. Elle aurait été édifiée au XIVe siècle.

## Localisation
La maison du Pâtissier se situe en Périgord central, au centre du département de la Dordogne, dans le secteur sauvegardé du centre-ville de Périgueux, en rive droite de l'Isle. C'est une propriété privée sise 17 rue Éguillerie, à l'angle de la place Saint-Louis.

## Historique
Théodore Pécout reprend la tradition qui veut que cette maison ait été habitée par le cardinal de Périgord, Hélie de Talleyrand-Périgord au XIVe siècle, et qu'il aurait pu en être le constructeur. Il a ajouté que la maison a été une résidence de la famille comtale. François Deshoulières attribue les fortifications de la maison à la fin du XIVe siècle.
Elle a été modernisée en 1518 comme indiqué sur le linteau de la porte construite dans le pan coupé à l'angle des rues Éguillerie et Saint-Louis : « DOMUS CONSTRUCTIO ANN Dni 1.S.1.8. FAVENTE ALTISSIMO » (construction de la maison en l'an du Seigneur 1518 par la grâce du très Haut).
Lors de la Fronde, Périgueux est gouvernée en 1652 par le marquis de Chanlost, pour le compte du prince de Condé dont il est le Premier officier. Le 16 septembre 1653, il tente vainement de se réfugier dans la maison du Pâtissier avant d'être tué rue du Plantier par Joseph de Bodin, procureur du roi, qui libère ainsi Périgueux de son occupation.
Propriété de la famille Bouilhac, la maison est vendue en 1818 par Anne de Saint-Astier, veuve Bouilhac, au pâtissier Guillaume Francony, d'où les noms de « maison Franconi » [sic] que lui attribuent Paul Levicomte et Marcel Deslignières, et de maison du Pâtissier.
En 1897, elle devient la propriété des familles Tenant et Ladeuil, d'où l'autre nom de « maison Tenant », citée par François Deshoulières.
L'édifice a été classé au titre des monuments historiques le 2 mai 1902.
En 2020, le bâtiment est la propriété d'une société civile immobilière et le 23 janvier, le conseil municipal de Périgueux vote pour l'acquisition du local commercial au rez-de-chaussée où se tient depuis un mois et demi le marché aux truffes qui avait lieu précédemment sous un chapiteau, place Saint-Louis.
En juillet 2024, le service Ville d'art et d'histoire de la ville s'installe dans le bâtiment.

## Architecture
La maison comprend deux corps de logis disposés à angle droit avec une tourelle en encorbellement à partir du deuxième étage. La porte située dans le plan coupé, dans l'angle des rues Éguillerie et Saint-Louis est de style Renaissance.
Les fenêtres donnant sur la place Saint-Louis sont de styles roman, gothique, Renaissance et moderne.

## Galerie

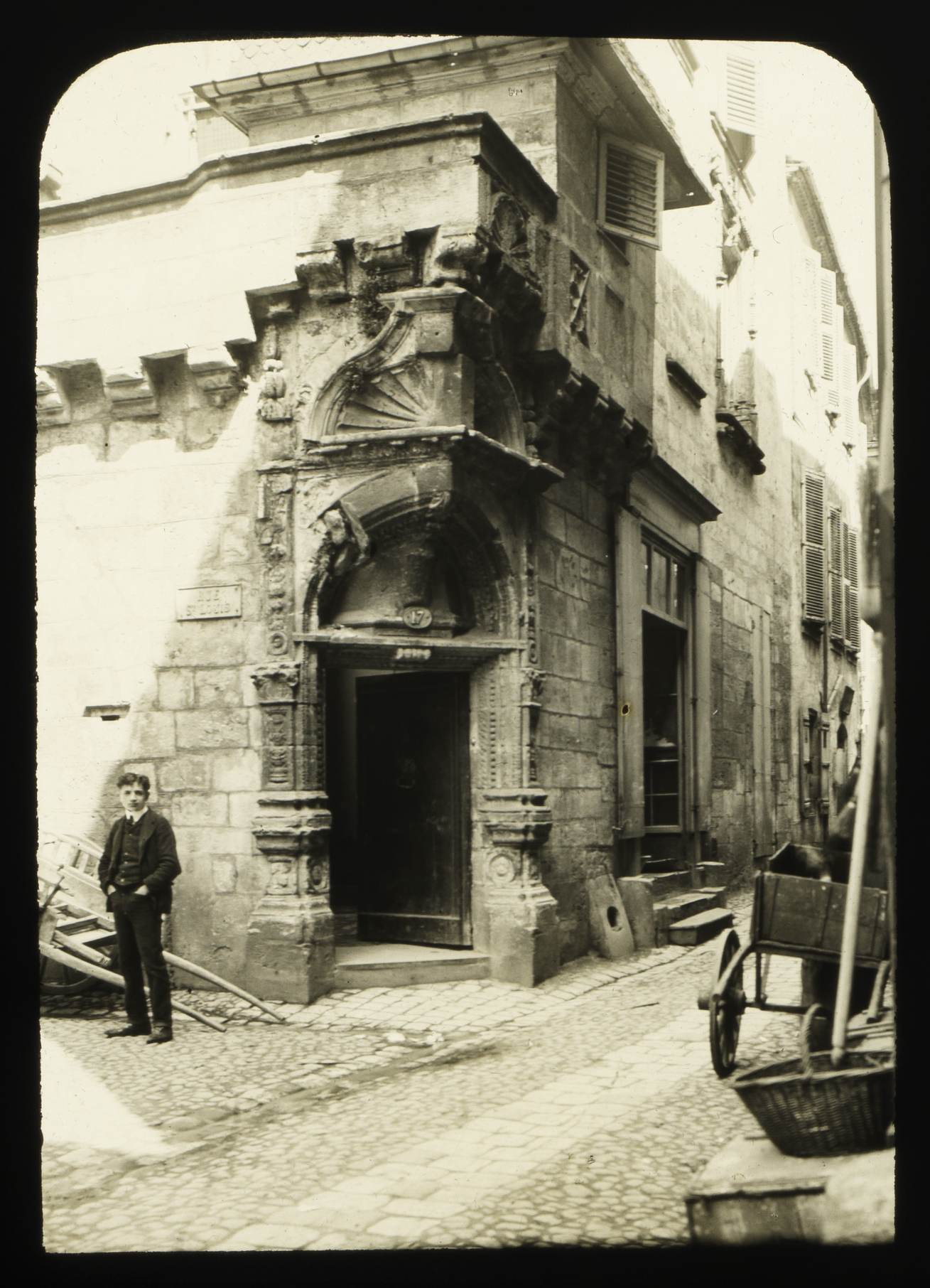
Le pan coupé et la porte photographiés en 1886 par Jean-Auguste Brutails.
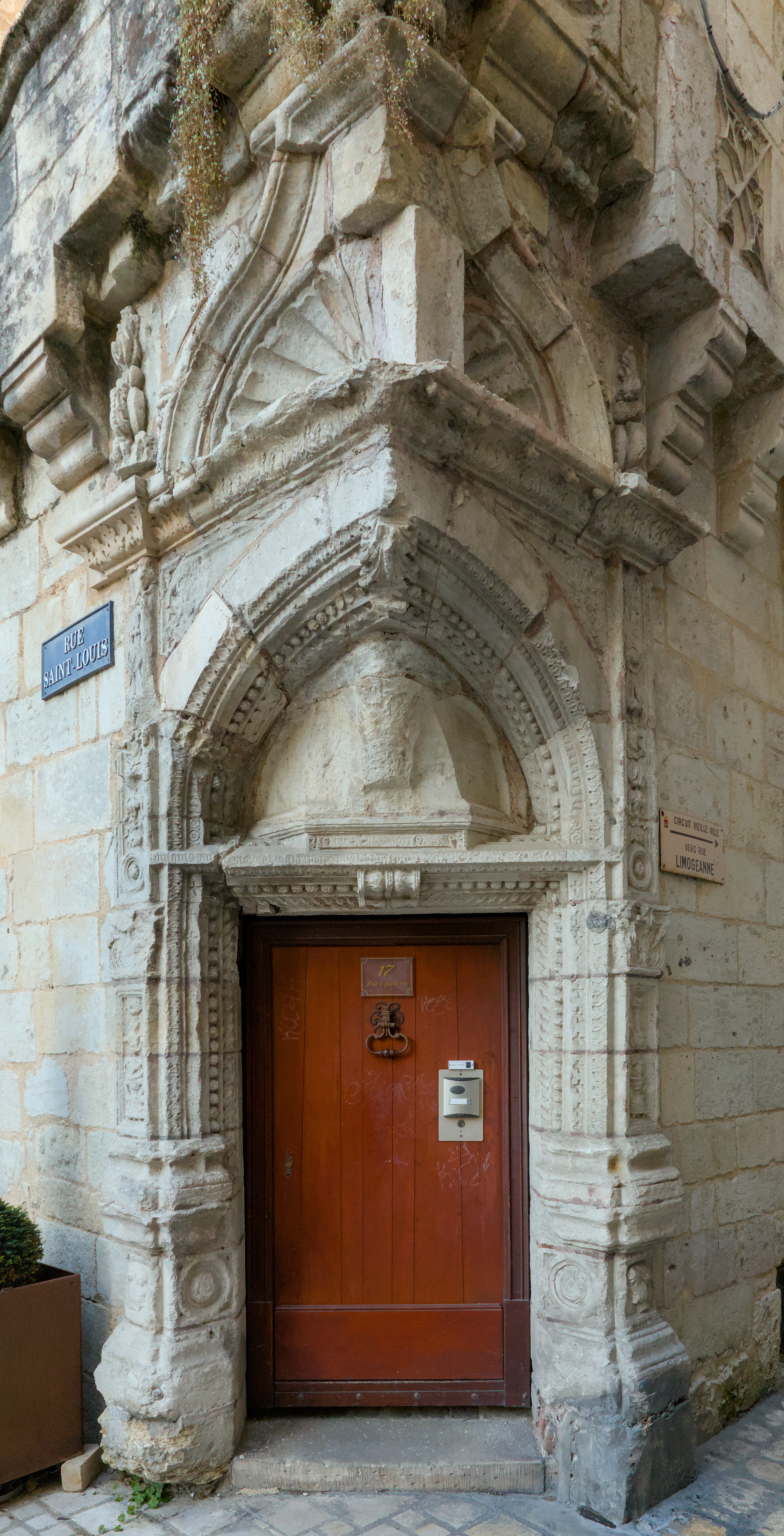
Le portail d'angle.
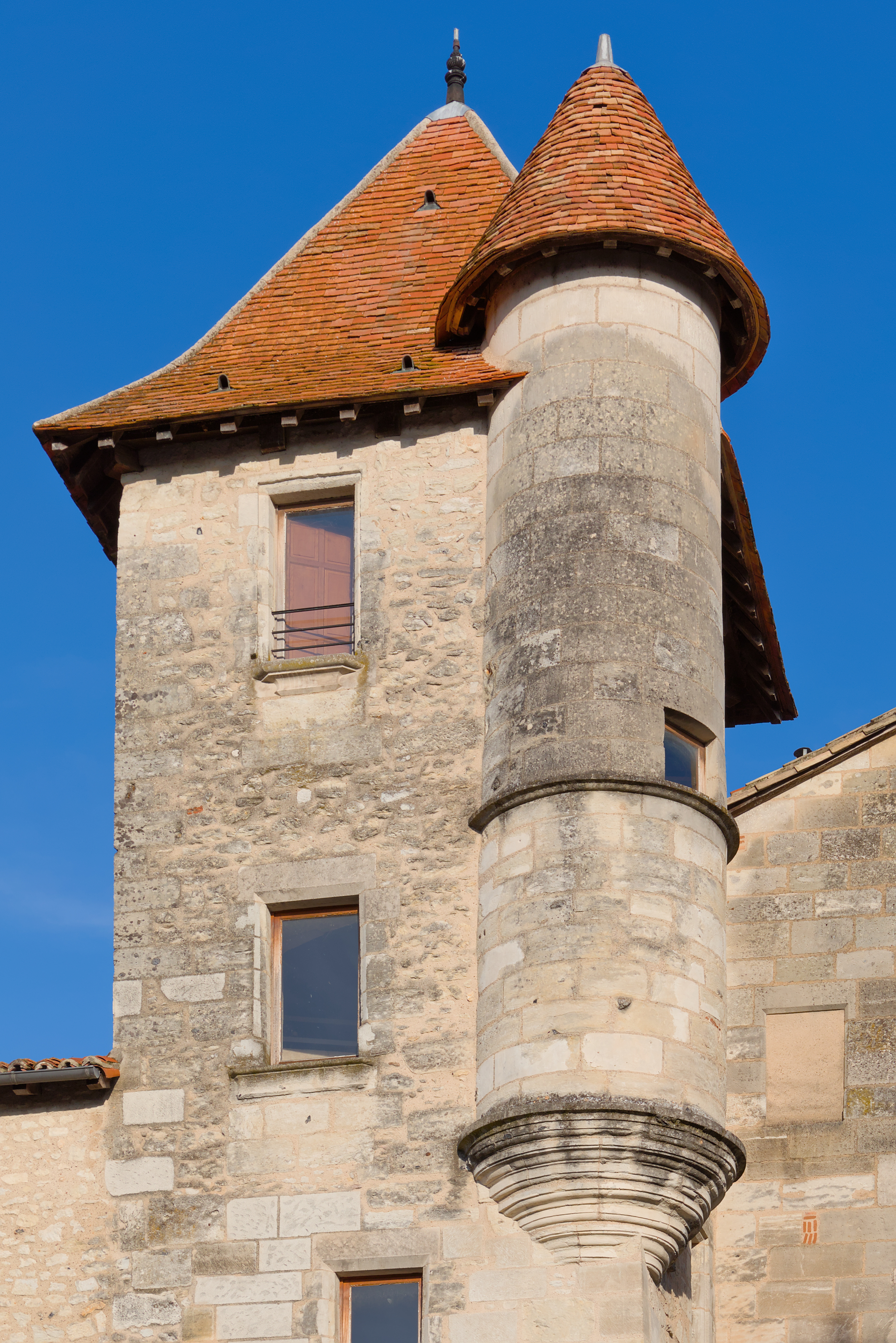
La tour et la tourelle en encorbellement.
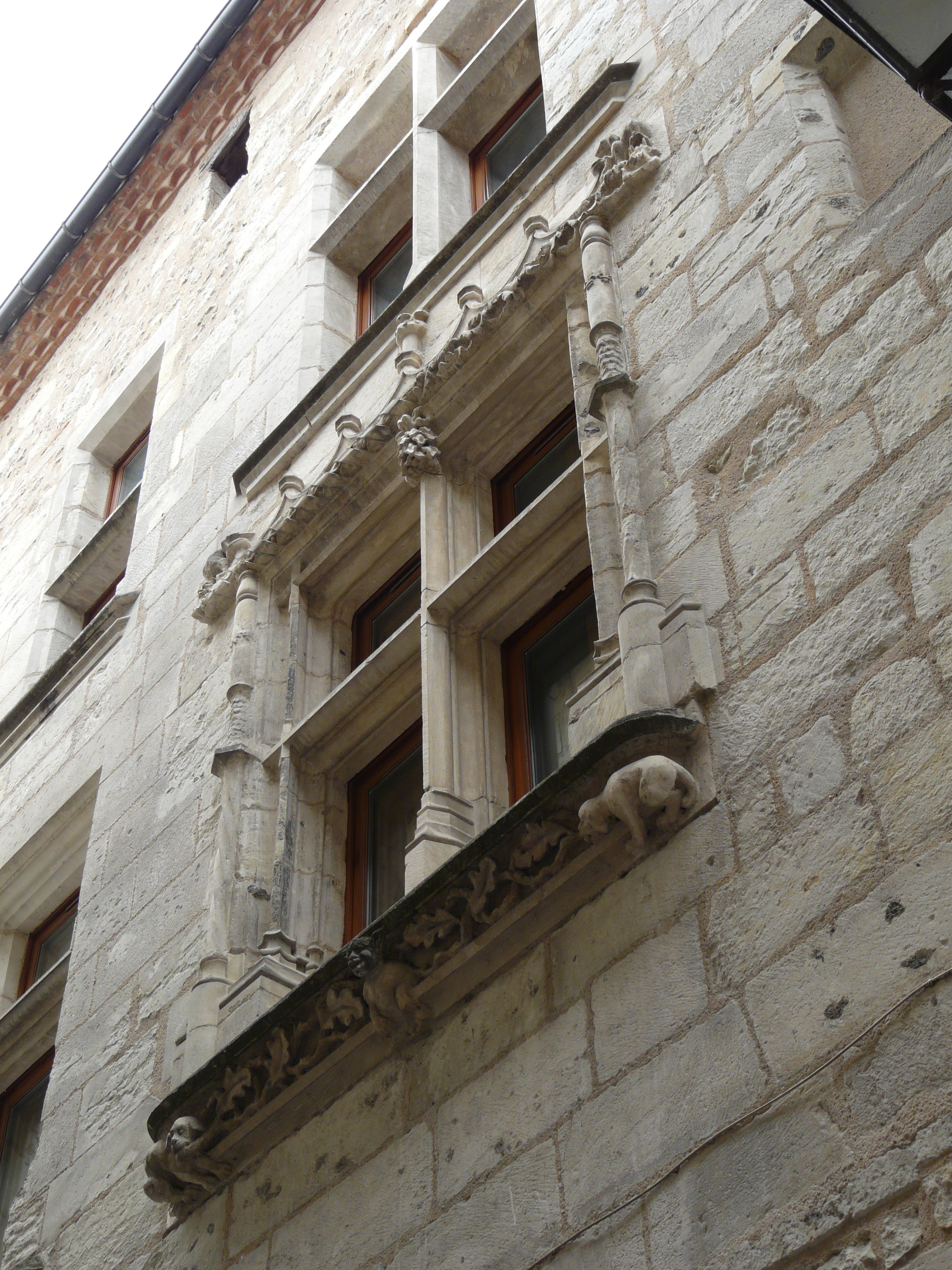
Fenêtre à meneaux, côté rue Éguillerie.
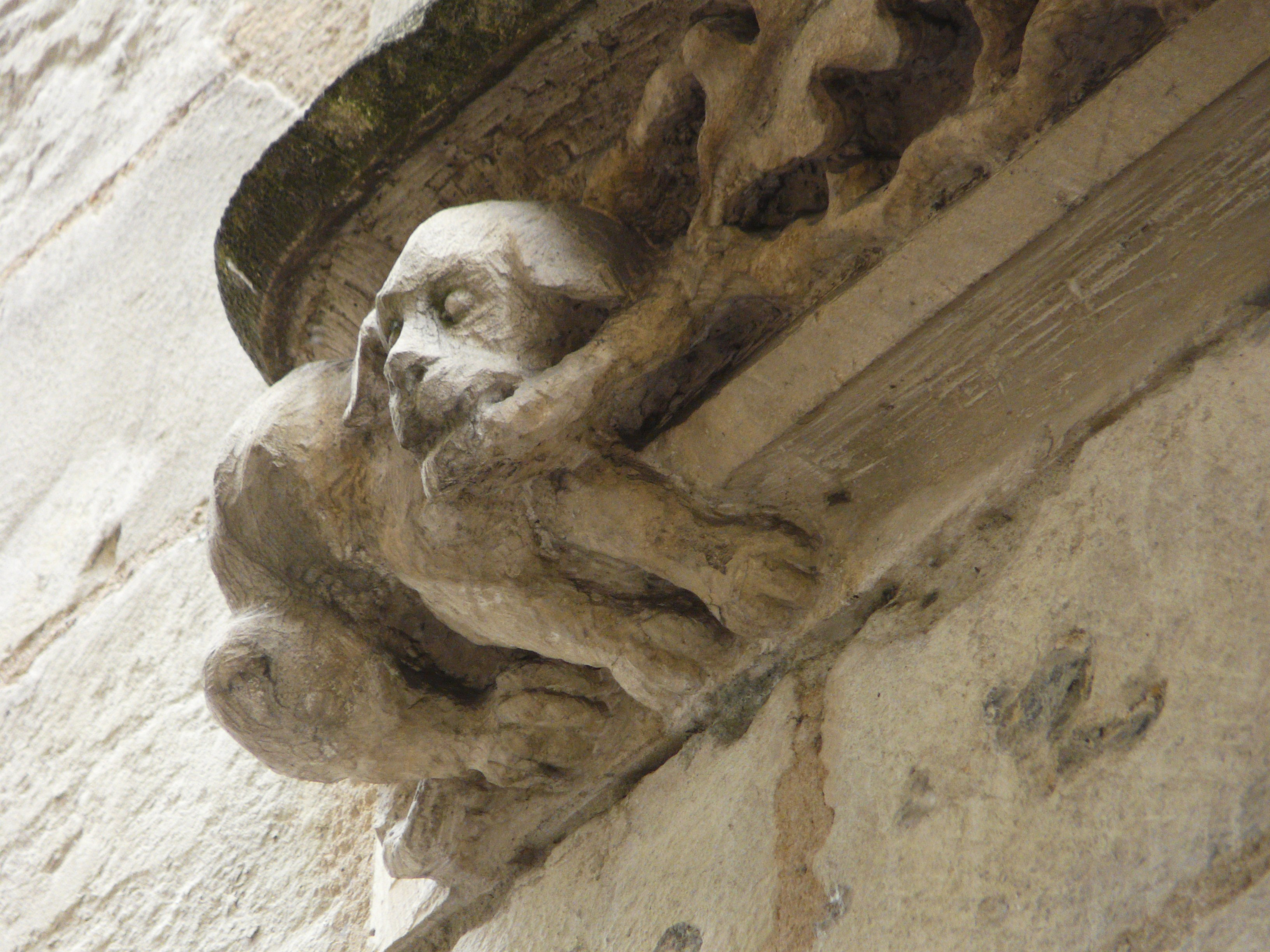
Sculpture d'un rebord de fenêtre, côté rue Éguillerie.